# Fontaine-lavoir de Villechantria
La fontaine-lavoir de Villechantria est un ensemble d'une fontaine de forme octogonale et d'un lavoir couvert de forme rectangulaire situés à Villechantria, ancienne commune du Jura intégrée à Val Suran, en France. L'ensemble est inscrit au titre des monuments historiques depuis le 8 janvier 1997.

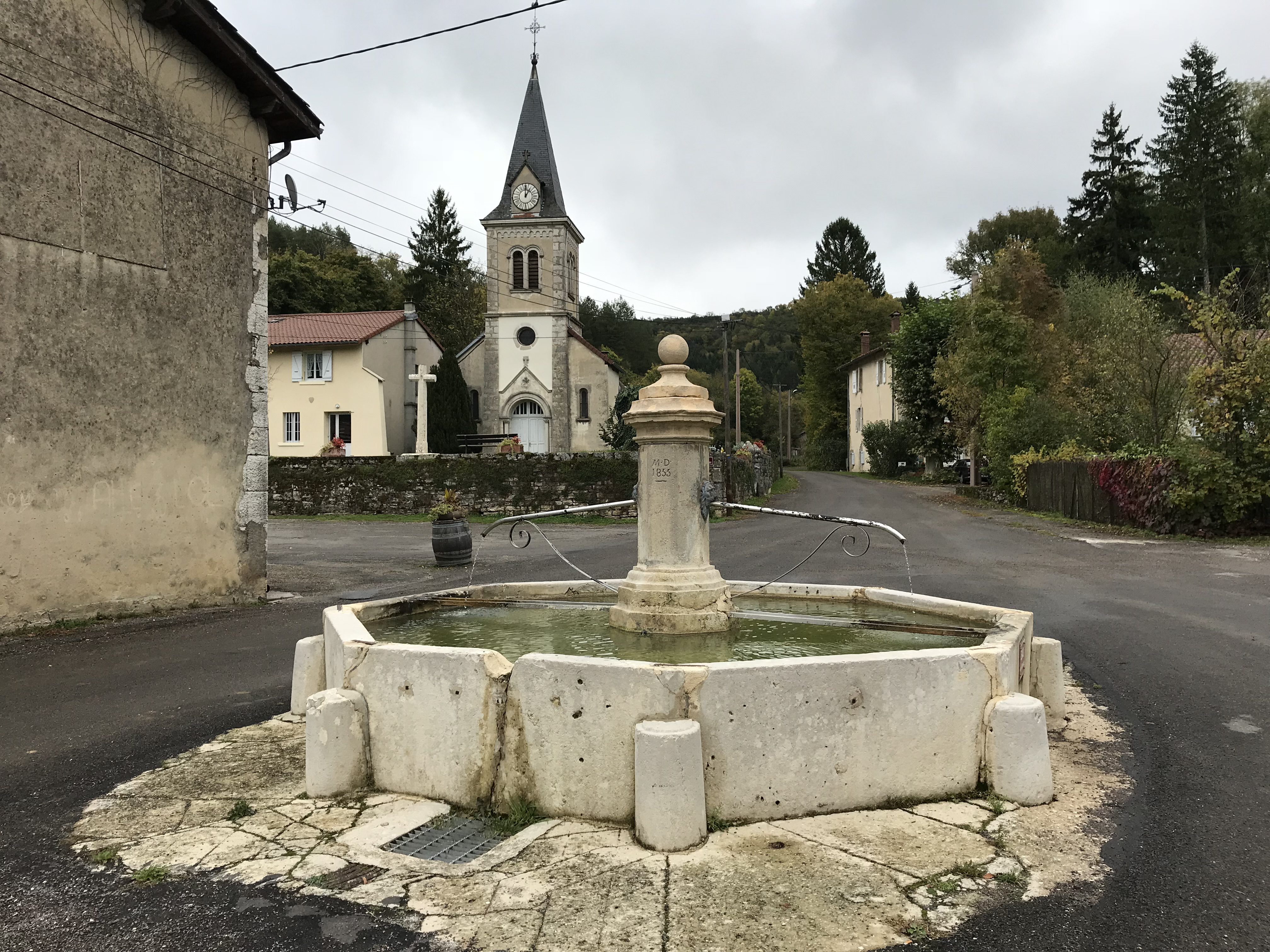
La partie fontaine de l'ensemble.